# Drehtisch

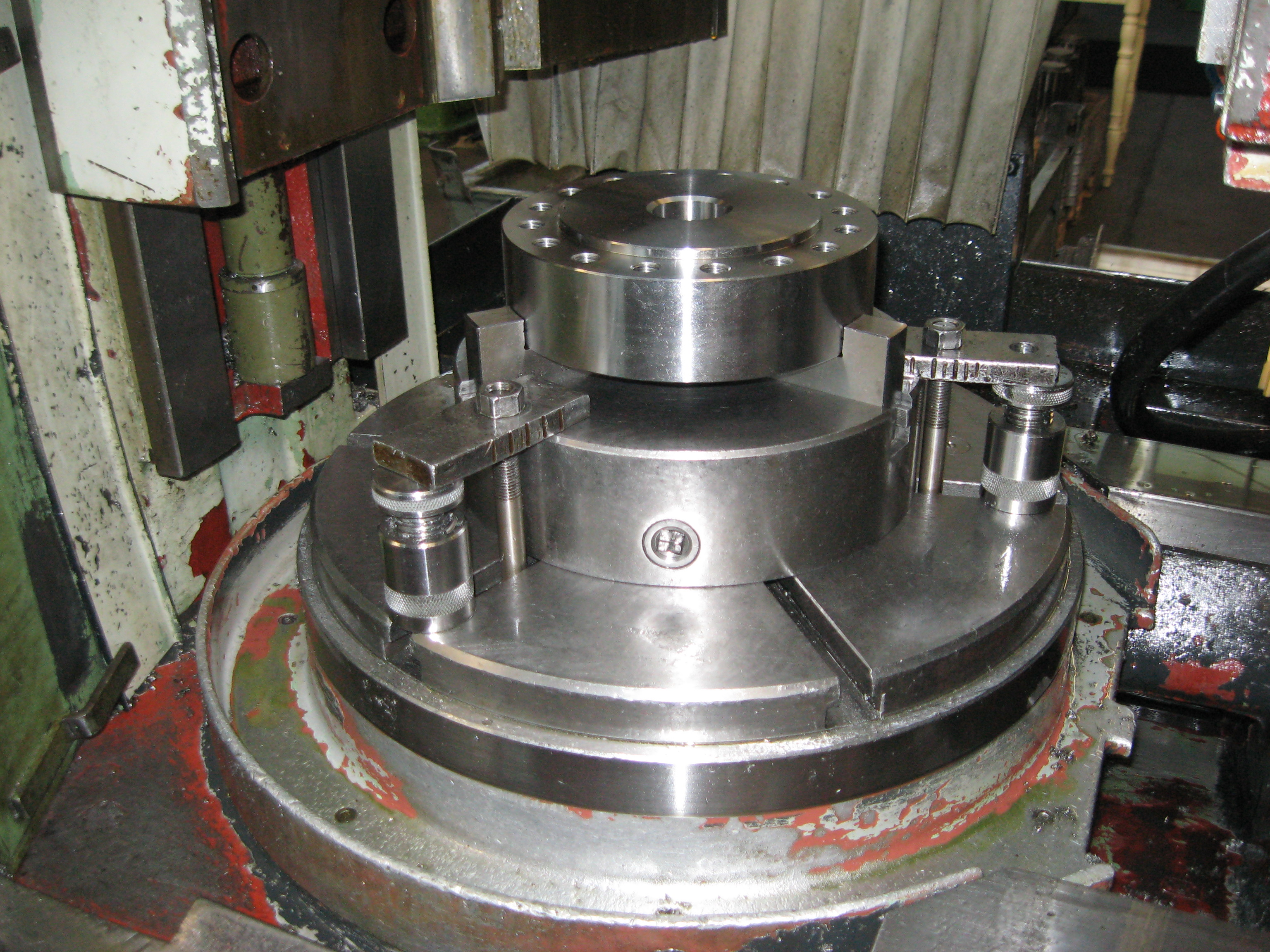
Drehtisch einer Wälzstoßmaschine mit aufgespanntem Dreibackenfutter und Werkstück

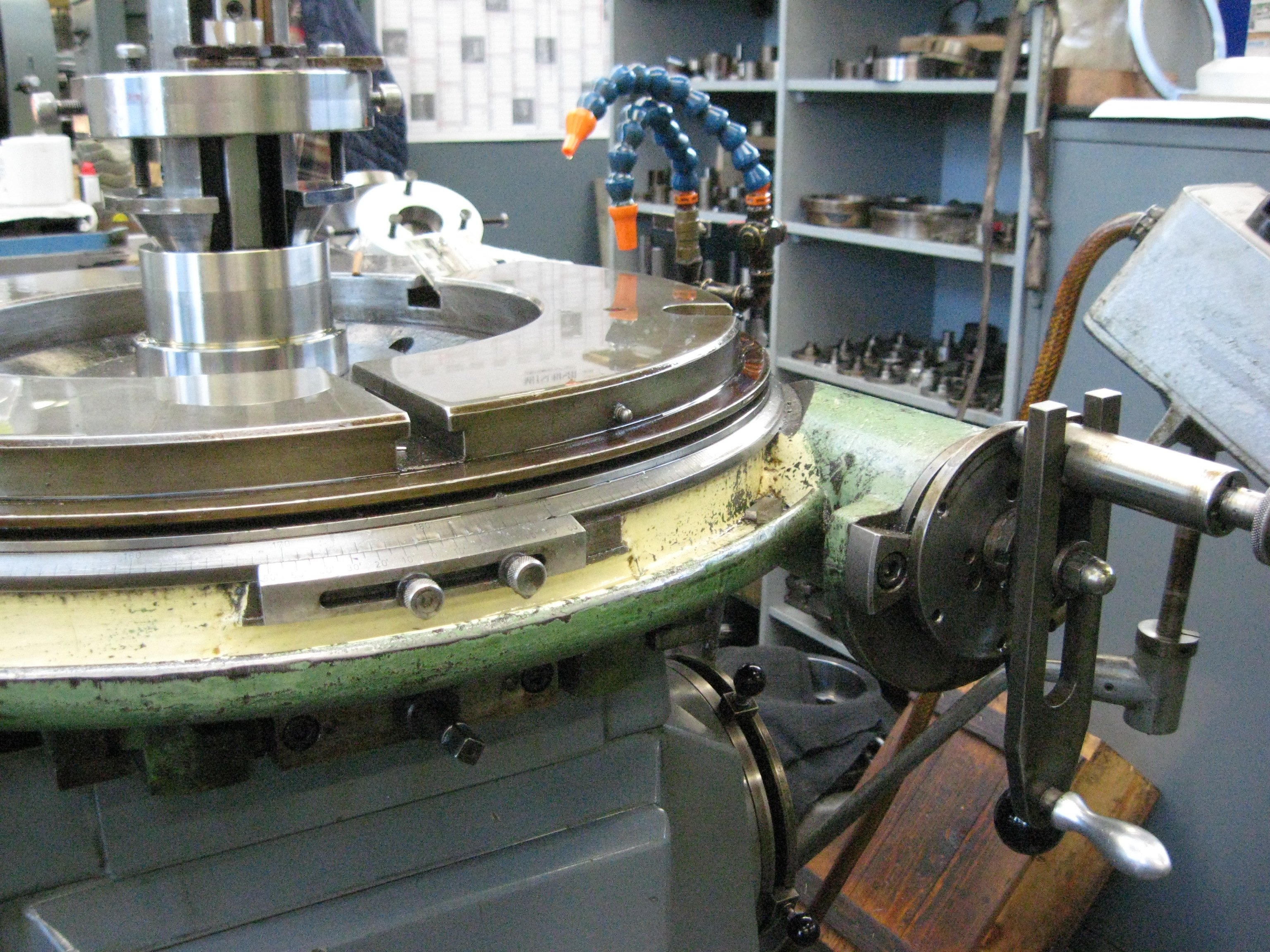
Drehtisch einer Nutenziehmaschine

Rundschalttisch mit Kurvenantrieb

Ein Drehtisch ist ein Teil einer Werkzeugmaschine, auf dem Werkstücke zur Bearbeitung aufgespannt werden. Drehtische werden sowohl in der spanenden Bearbeitung als auch in der nichtspanenden Automatisierung eingesetzt.
Je nach Ausführung werden sie auch Rundtische, Rundschalttische, Teiltische oder Teilapparate genannt.
Sie unterscheiden sich je nach Verwendung sowohl in den Bauformen als auch in den Genauigkeiten und Steifigkeiten. In der spanenden Bearbeitung werden genauere und steifere Drehtische benötigt als im nichtspanenden Bereich. In der Automatisierung werden kürzeste Schaltzeiten gefordert.

## Verwendung

### Spanende Bearbeitung
Ein Drehtisch ist ein Teil einer Werkzeugmaschine, auf dem Werkstücke zur Bearbeitung aufgespannt werden.
Der Drehtisch hat eine senkrechte oder häufig auch waagrechte Drehachse, um die der Dreh- oder Schaltteller mit dem aufgespannten Werkstück gedreht werden kann, um Bearbeitungen in verschiedenen Positionen oder am drehenden Werkstück vorzunehmen.
Es gibt Werkzeugmaschinen mit kontinuierlich drehenden Drehtischen, etwa Karusselldrehmaschinen, Wälzstoßmaschinen und Wälzfräsmaschinen.
Bei anderen Maschinen wird ein NC-Rundtisch gesteuert und frei programmierbar weiter getaktet, etwa bei Nutenstoßmaschinen, Fräsmaschinen, Schleifmaschinen oder in Bearbeitungszentren. Je nach Anwendungsfall werden als Antriebe Servomotoren mit spieleinstellbarem Getriebe oder Direktantriebe mit Torquemotoren eingesetzt.
In Rundtaktmaschinen werden Rundschalttische mit fester Teilung eingesetzt, z. B. 8 × 45°. Der Rundschalttisch transportiert in der Rundtaktmaschine die Werkstücke von Bearbeitungsstation zu Bearbeitungsstation. Allerdings eignen sich Rundschalttische nicht dazu, die direkten Kräfte einer Fräsmaschine aufzunehmen. Deswegen werden sie vielmals nur als Zuführstation eingesetzt.
Manuelle Teilapparate können auch nachträglich auf einer Maschine montiert werden.

### Automatisierung
In Montagemaschinen, Schweißanlagen, Siebdruck- und Tampondruckanlagen bilden Rundschalttische mit Kurvenantrieb häufig das Herz einer Anlage. Der Rundschalttisch transportiert hierbei auf einem Zusatzschaltteller die Werkstücke von Station zu Station.

### Weitere Anwendungen
Neben den Einsatzfällen in Maschinen für Bearbeitung und Produktion werden Drehtische auch zum Transport oder der allseitigen Präsentation von Gegenständen eingesetzt. So dreht sich z. B. die 18 Tonnen schwere und 9 m hohe Statue Imperia im Konstanzer Hafen auf einem Rundtisch.
In Schaufenstern und Auslagen werden Waren auf Drehtischen allseitig präsentiert, insbesondere schwere und voluminöse Computermonitore und TV-Geräte können für unterschiedliche Betrachtungsrichtungen ausgerichtet werden. Siehe auch Drehbühne, Teufelsrad (Fahrgeschäft), Roulette, Drehteller für Speisenpräsentation.
Bildpräsentation mit 360°-Ansicht simuliert die Ansichten, die durch einen Drehtisch ermöglicht werden.
Eine mehrere Meter große Drehscheibe wurde von Franz Wurz entwickelt und ab etwa 1990 im Fahrsicherheitszentrum Teesdorf eingesetzt, um Kraftfahrzeuge gezielt zum Schleudern zu bringen. Mittlerweile werden statt der Drehplatten rechteckige Schleuderplatten eingesetzt, die beim Überfahren seitlich verschoben werden, um das Heck des Fahrzeugs zum Ausbrechen zu bewegen.
Eine geologische Bohrung, etwa zur Exploration oder Förderung für Erdgas und Erdöl, erfolgt an Land per Bohrturm. Dabei bewegen Drehtisch und Hebewerk das Bohrgestänge.